# Liste der Naturschutzgebiete im Jihočeský kraj

Lage des Jihočeský kraj in Tschechien

Die Liste der Naturschutzgebiete im Jihočeský kraj umfasst kleinflächige geschützte Gebiete in der Region Südböhmen, Tschechien. Aufgenommen sind alle offiziell ausgewiesenen Naturreservate und Naturdenkmäler nach dem „Gesetz zum Schutz der Natur und der Landschaft 114/1992“ (Stand November 2009).
Für eine Gesamtübersicht siehe die Liste der Naturschutzgebiete in Tschechien.

## Nationale Naturreservate
| Name                         | Gründung | Größe [ha] | Lage                                                                          | Beschreibung                                                                               | Ansicht |
| ---------------------------- | -------- | ---------- | ----------------------------------------------------------------------------- | ------------------------------------------------------------------------------------------ | ------- |
| Boubínský prales             | 1858     | 685,87     | Prachatice: Buk, Horní Vltavice                                               | Urwald im Böhmerwald                                                                       |         |
| Brouskův mlýn                | 1991     | 138,20     | České Budějovice: Borovany, Jílovice                                          | Aue der Strobnitz im Wittingauer Becken                                                    |         |
| Čertova stěna-Luč            | 1935     | 132,63     | Český Krumlov: Loučovice, Vyšší Brod                                          | Relikt- und Schluchtwald im Tal der Moldau am Rand des Böhmerwaldes                        |         |
| Červené blato                | 1974     | 331,43     | České Budějovice: Nové Hrady, Petříkov Jindřichův Hradec: Suchdol nad Lužnicí | Torfmoor im Wittingauer Becken                                                             |         |
| Řežabinec a Řežabinecké tůně | 1949     | 110,67     | Písek: Kestřany, Putim, Ražice                                                | Teich am Zusammenfluss der Otava und Blanice, ornithologische und archäologische Lokalität |         |
| Ruda                         | 1950     | 14,65      | České Budějovice: Bošilec Tábor: Veselí nad Lužnicí                           | Quellmoor am Rand des Teiches Horusický rybník im Wittingauer Becken                       |         |
| Stará řeka                   | 1956     | 1196,94    | Jindřichův Hradec: Třeboň                                                     | Aue der Lainsitz im Wittingauer Becken kurz vor ihrem Eintritt in den Rosenberg-Weiher     |         |
| Velká niva                   | 1989     | 120,31     | Prachatice: Volary                                                            | Auen-Torfmoor am Oberlauf der Moldau im Böhmerwald                                         |         |
| Velký a Malý Tisý            | 1957     | 615,54     | Jindřichův Hradec: Lomnice nad Lužnicí, Lužnice, Třeboň                       | Teiche im Wittingauer Becken                                                               |         |
| Vyšenské kopce               | 1951     | 66,73      | Český Krumlov: Český Krumlov, Kájov                                           | Hügelland am Rand des Blanský les mit kalkliebenden Wald- und Wiesengesellschaften         |         |
| Žofinka                      | 1975     | 128,95     | Jindřichův Hradec: Dvory nad Lužnicí                                          | Torfmoor im Wittingauer Becken                                                             |         |
| Žofínský prales              | 1838     | 102,71     | Český Krumlov: Pohorská Ves                                                   | Urwald im Böhmerwald                                                                       |         |

## Naturreservate
| Name                      | Gründung | Größe [ha] | Lage                                                                                     | Beschreibung | Ansicht |
| ------------------------- | -------- | ---------- | ---------------------------------------------------------------------------------------- | --- | ------- |
| Amálino údolí             | 1994     | 80,93      | Prachatice: Nicov Klatovy: Kašperské Hory                                                | Tal des Baches Zlatý potok am Rand des Böhmerwaldes mit ehemaligen Goldgräberstollen, Fledermausrevier |         |
| Bažantnice u Pracejovic   | 1985     | 21,89      | Strakonice: Strakonice                                                                   | |         |
| Blanko                    | 1998     | 11,93      | Jindřichův Hradec: Nová Bystřice                                                         | |         |
| Bořinka                   | 1990     | 6,68       | Český Krumlov: Holubov, Křemže                                                           | Kiefernwald auf Serpentinit-Untergrund im Blanský les |         |
| Borkovická blata          | 1980     | 91,09      | Tábor: Borkovice                                                                         | |         |
| Bukové kopce              | 1990     | 10,44      | Jindřichův Hradec: Chlum u Třeboně                                                       | Naturnaher Buchenwald mit typischen Pflanzengesellschaften im Wittingauer Becken |         |
| Čertova hora u Vráže      | 1986     | 13,87      | Písek: Čížová                                                                            | |         |
| Čertova stráň             | 1992     | 20,34      | Prachatice: Buk, Záblatí                                                                 | |         |
| Český Jílovec             | 1934     | 6,30       | Český Krumlov: Rožmberk nad Vltavou                                                      | Steiler bewaldeter, nicht forstwirtschaftlich genutzter Abhang am Oberlauf der Moldau |         |
| Choustník                 | 1926     | 9,90       | Tábor: Choustník                                                                         | |         |
| Chrášťanský vrch          | 2003     | 6,76       | Český Krumlov: Brloh                                                                     | |         |
| Dědovické stráně          | 1974     | 11,42      | Písek: Ostrovec                                                                          | |         |
| Dívčí kámen               | 1952     | 4,82       | Český Krumlov: Křemže                                                                    | Bewaldeter Hügel mit steilen Abhängen und Ruine der Burg Dívčí Kámen am Zusammenfluss des Křemžský potok mit der Moldau in Blanský les |         |
| Dobročkovské hadce        | 1992     | 16,15      | Prachatice: Dobročkov                                                                    | Zwei Feuchtbiotope auf Serpentinit-Untergrund am Rand des Blanský les |         |
| Dolejší rybník            | 1985     | 6,21       | Strakonice: Tchořovice                                                                   | |         |
| Dráchovské tůně           | 1996     | 37,98      | Tábor: Dráchov                                                                           | |         |
| Dračice                   | 1998     | 8,12       | Jindřichův Hradec: Rapšach, Suchdol nad Lužnicí                                          | Tal des Reißbach im Wittingauer Becken an der Staatsgrenze zu Österreich |         |
| Dvořiště                  | 1990     | 23,75      | České Budějovice: Lišov                                                                  | |         |
| Fabián                    | 1974     | 22,81      | Jindřichův Hradec: Stráž nad Nežárkou                                                    | |         |
| Hadí vrch                 | 1988     | 13,37      | Jindřichův Hradec: Staré Město pod Landštejnem                                           | |         |
| Hliniště                  | 2006     | 49,95      | Prachatice: Horní Vltavice, Strážný                                                      | |         |
| Holubovské hadce          | 1973     | 15,68      | Český Krumlov: Holubov, Křemže                                                           | Kiefernwald auf Serpentinit-Untergrund im Blanský les |         |
| Hořejší rybník            | 1996     | 56,88      | Strakonice: Kadov, Lnáře, Tchořovice                                                     | |         |
| Horní Lužnice             | 1994     | 414,10     | Jindřichův Hradec: Dvory nad Lužnicí, Halámky, Nová Ves nad Lužnicí, Suchdol nad Lužnicí | 16 km langer mäandrierender Abschnitt der Lainsitz im Wittingauer Becken an der Staatsgrenze zu Österreich |         |
| Hornovltavické pastviny   | 2005     | 9,73       | Prachatice: Kubova Huť                                                                   | |         |
| Horusická blata           | 1990     | 53,66      | České Budějovice: Bošilec Tábor: Veselí nad Lužnicí                                      | Quellmoor am Rand des Teiches Horusický rybník im Wittingauer Becken |         |
| Hrádeček                  | 2002     | 18,35      | Jindřichův Hradec: Střížovice                                                            | Naturreservat (Moorgebiet) |         |
| Hrby                      | 1973     | 26,77      | Písek: Čížová                                                                            | |         |
| Jaronínská bučina         | 1973     | 4,98       | Český Krumlov: Brloh                                                                     | Alter Mischwald am Hang des Berges Buglata (831 m) im Blanský les |         |
| Ježová                    | 2009     | 17,09      | Český Krumlov: Přední Výtoň                                                              | |         |
| Karvanice                 | 1996     | 14,17      | České Budějovice: Hluboká nad Vltavou                                                    | |         |
| Kladrubská hora           | 1990     | 11,42      | Tábor: Dolní Hořice                                                                      | |         |
| Kleť                      | 1956     | 74,86      | Český Krumlov: Kájov, Křemže                                                             | Mischwald am Nordwesthang des höchsten Berges (1.083 m) im Blanský les |         |
| Kněží hora                | 1985     | 13,51      | Strakonice: Katovice                                                                     | |         |
| Kocelovické pastviny      | 1985     | 2,29       | Strakonice: Kocelovice                                                                   | |         |
| Kovašínské louky          | 1990     | 27,10      | Strakonice: Bratronice, Doubravice                                                       | |         |
| Kozí stráň                | 2009     | 31,75      | Český Krumlov: Černá v Pošumaví                                                          | |         |
| Kozohlůdky                | 1990     | 80,40      | Tábor: Borkovice                                                                         | |         |
| Krabonošská niva          | 1998     | 36,33      | Jindřichův Hradec: Nová Ves nad Lužnicí                                                  | 2,4 km langer Abschnitt der Lainsitz am Rand des Wittingauer Beckens an der Staatsgrenze zu Österreich |         |
| Kralovické louky          | 1992     | 6,12       | Prachatice: Nebahovy                                                                     | |         |
| Krkavčina                 | 1974     | 5,53       | Písek: Ostrovec                                                                          | |         |
| Krvavý a Kačležský rybník | 1994     | 383,55     | Jindřichův Hradec: Člunek, Hospříz, Kačlehy                                              | |         |
| Kuřidlo                   | 1985     | 8,74       | Strakonice: Strakonice                                                                   | |         |
| Kyselovský les            | 1995     | 6,79       | Český Krumlov: Černá v Pošumaví                                                          | Teils abgebautes Torfmoor zwischen dem Stausee Lipno und der österreichischen Grenze am Rand des Böhmerwaldes |         |
| Libějovický park          | 1996     | 13,14      | Strakonice: Libějovice                                                                   | |         |
| Libín                     | 1988     | 68,99      | Prachatice: Prachatice                                                                   | Erhebung im Vorland des Böhmerwaldes (1096 m n.m.) |         |
| Libochovka                | 1989     | 77,63      | České Budějovice: Hosín                                                                  | |         |
| Lipka I.                  | 2004     | 2,68       | Prachatice: Vimperk                                                                      | |         |
| Losí blato u Mirochova    | 1994     | 201,00     | Jindřichův Hradec: Chlum u Třeboně, Příbraz, Stráž nad Nežárkou                          | Ehemaliges Torfmoor im Wittingauer Becken |         |
| Malá skála                | 1997     | 9,73       | Český Krumlov: Brloh                                                                     | Mischwald am Hang des Berges Bulový (952 m n.m.) im Blanský les |         |
| Meandry Lužnice           | 1994     | 90,25      | Jindřichův Hradec: Majdalena, Třeboň                                                     | 2,8 km langer Abschnitt der Lainsitz mit anschließender Aue, direkt oberhalb des Nationalen Naturreservats Stará řeka im Wittingauer Becken                                                                                                |         |
| Míchov                    | 1985     | 11,69      | Strakonice: Čejetice                                                                     | |         |
| Milešický prales          | 1948     | 9,63       | Prachatice: Volary                                                                       | |         |
| Miletínky                 | 1989     | 42,50      | Prachatice: Ktiš                                                                         | |         |
| Mokřiny u Vomáčků         | 1991     | 61,46      | České Budějovice: Zliv                                                                   | |         |
| Mutenská obora            | 1995     | 43,53      | Jindřichův Hradec: Cizkrajov                                                             | |         |
| Na Ivance                 | 1998     | 132,36     | Jindřichův Hradec: Cep, Hamr, Suchdol nad Lužnicí                                        | 7 km langer Abschnitt der Lainsitz im Wittingauer Becken, an der Mündung des Reißbachs |         |
| Na Mokřinách              | 2003     | 33,50      | Český Krumlov: Hořice na Šumavě                                                          | |         |
| Nad Zavírkou              | 1988     | 2,66       | Prachatice: Stachy, Vacov                                                                | |         |
| Najmanka                  | 2004     | 16,56      | Prachatice: Borová Lada                                                                  | |         |
| Niva Horského potoka      | 2004     | 53,52      | Český Krumlov: Přední Výtoň                                                              | |         |
| Niva Horského potoka II   | 2004     | 43,96      | Český Krumlov: Přední Výtoň                                                              | |         |
| Novořecké močály          | 1994     | 236,34     | Jindřichův Hradec: Stříbřec, Třeboň                                                      | Feuchtgebiet am Kanal Nová řeka im Wittingauer Becken |         |
| Olšina u Přeseky          | 1995     | 6,28       | Jindřichův Hradec: Třeboň                                                                | Der kleine verlandete Teich Přesecký rybník im Wittingauer Becken, bewachsen mit einem Erlen-Weiden-Auwald |         |
| Olšov                     |          |            | Český Krumlov: Černá v Pošumaví                                                          | Am Ufer des Stausees Lipno nahe der Mündung der Olšina (deutsch Olsch Bach) in deren ehemaligem Tal, südlich der Einschicht Olšov (deutsch Olschhof), nördlich der Ortslage von Černá v Pošumaví, nordöstlich bis ostnordöstlich von Hůrka |         |
| Opolenec                  | 1985     | 19,26      | Prachatice: Svatá Maří, Vimperk                                                          | |         |
| Otovský potok             | 2005     | 42,60      | Český Krumlov: Přední Výtoň                                                              | |         |
| Pacova hora               | 2002     | 15,79      | Tábor: Dolní Hořice                                                                      | |         |
| Písečný přesyp u Vlkova   | 1954     | 0,84       | Tábor: Vlkov                                                                             | Sanddüne nahe der Lainsitz im Wittingauer Becken |         |
| Pláničský rybník          | 1996     | 15,17      | Český Krumlov: Černá v Pošumaví, Světlík                                                 | Zwei kleine Teich am Rand des Lipno-Stausees im Böhmerwald |         |
| Pod Farským lesem         | 2004     | 85,24      | Prachatice: Křišťanov                                                                    | |         |
| Pod Popelní horou         | 1985     | 6,11       | Prachatice: Stachy                                                                       | |         |
| Pravětínská Lada          | 2000     | 49,32      | Prachatice: Borová Lada                                                                  | |         |
| Ptačí stěna               | 1997     | 25,71      | Český Krumlov: Brloh                                                                     | Mischwald am Hang des Berges Bulový (952 m n.m.) im Blanský les |         |
| Radomilická mokřina       | 1991     | 47,02      | České Budějovice: Dříteň                                                                 | |         |
| Radost                    | 2006     | 79,09      | Prachatice: Vimperk                                                                      | |         |
| Rapotická březina         | 2002     | 14,72      | Český Krumlov: Malonty                                                                   | |         |
| Rašeliniště Borková       | 1995     | 47,48      | Český Krumlov: Černá v Pošumaví                                                          | Rest eines großen Torfmoores, das großteils vom Lipno-Stausee überflutet wurde |         |
| Rašeliniště Hovízna       | 1995     | 7,01       | Jindřichův Hradec: Ponědrážka                                                            | Moor am Goldenen Kanal im Wittingauer Becken, gegenüber dem nationalen Naturreservat Ruda |         |
| Rašeliniště Kapličky      | 1992     | 72,74      | Český Krumlov: Loučovice                                                                 | Hochmoor am Rand des Böhmerwaldes |         |
| Rašeliniště Pele          | 1994     | 11,30      | Jindřichův Hradec: Chlum u Třeboně, Staňkov                                              | Aue zweier Waldbäche am Teich Hejtman im Wittingauer Becken |         |
| Rod                       | 1990     | 36,09      | Tábor: Val                                                                               | Teich und angrenzendes Moor im Wittingauer Becken |         |
| Ruda u Kojákovic          | 1991     | 44,69      | České Budějovice: Jílovice                                                               | Teich im Wittingauer Becken |         |
| Rybníky u Vitmanova       | 1995     | 202,80     | Jindřichův Hradec: Třeboň                                                                | Areal der Teiche Nový Vdovec und Ženich im Wittingauer Becken |         |
| Sedlická obora            | 1985     | 20,38      | Strakonice: Sedlice                                                                      | |         |
| Ševcova hora              | 1995     | 8,33       | Český Krumlov: Soběnov                                                                   | Bewaldete Erhebung (780 m n.m.) im Hühnergebirge |         |
| Široké blato              | 1994     | 116,89     | Jindřichův Hradec: Rapšach                                                               | Moor im Wittingauer Becken |         |
| Skalák u Senotína         | 2002     | 14,21      | Jindřichův Hradec: Nová Bystřice                                                         | |         |
| Skočický Hrad             | 1985     | 29,00      | Strakonice: Skočice                                                                      | |         |
| Staré jezero              | 1994     | 128,42     | Jindřichův Hradec: Chlum u Třeboně                                                       | Teich im Wittingauer Becken |         |
| Trpnouzské blato          | 2003     | 104,04     | České Budějovice: Hranice Jindřichův Hradec: Dvory nad Lužnicí                           | Torfmoor im Wittingauer Becken |         |
| V Rájích                  | 1956     | 2,24       | České Budějovice: Libín                                                                  | |         |
| Velká Kuš                 | 1985     | 7,47       | Strakonice: Kadov                                                                        | |         |
| Velký a Malý Kamýk        | 1990     | 49,65      | České Budějovice: Všemyslice                                                             | |         |
| Vrbenské rybníky          | 1990     | 245,80     | České Budějovice: České Budějovice                                                       | |         |
| Výří skály u Oslova       | 1986     | 8,12       | Písek: Oslov                                                                             | |         |
| Vysoká Běta               | 1989     | 23,93      | České Budějovice: Záboří                                                                 | |         |
| Vysoký kámen              | 1995     | 3,21       | Český Krumlov: Benešov nad Černou                                                        | Bewaldete Erhebung (865 m n.m.) im Hühnergebirge |         |
| Výtopa Rožmberka          | 1995     | 190,50     | Jindřichův Hradec: Třeboň                                                                | Größter Teich Tschechiens mit ausgedehnten Feuchtwiesen, Rückzugsgebiet für Zugvögel, gelegen im Wittingauer Becken |         |
| Záblatské louky           | 1994     | 108,00     | Jindřichův Hradec: Záblatí                                                               | Torfmoor am Westufer des Teiches Záblatský rybník im Wittingauer Becken |         |
| Záhorský rybník           | 1997     | 33,50      | Strakonice: Vodňany                                                                      | |         |
| Zátoňská hora             | 1989     | 49,29      | Prachatice: Lenora                                                                       | |         |
| Žlíbky                    | 1974     | 37,39      | Písek: Čížová                                                                            | |         |

## Nationale Naturdenkmäler
| Name               | Gründung | Größe [ha] | Lage                                                           | Beschreibung                                                                                       | Ansicht |
| ------------------ | -------- | ---------- | -------------------------------------------------------------- | -------------------------------------------------------------------------------------------------- | ------- |
| Blanice            | 1989     | 295,13     | Český Krumlov: Boletice Prachatice: Křišťanov, Volary, Zbytiny | Oberlauf der Blanice im Böhmerwald mit Beständen der Flussperlmuschel                              |         |
| Chýnovská jeskyně  | 1949     | 0,09       | Tábor: Dolní Hořice                                            | Schauhöhle im Chejnower Karst                                                                      |         |
| Hojná voda         | 1838     | 9,19       | České Budějovice: Horní Stropnice                              | Urwald im Böhmerwald                                                                               |         |
| Kaproun            | 1988     | 2,92       | Jindřichův Hradec: Kunžak                                      | Torfmoor in der Javořická vrchovina, Orchideenstandort                                             |         |
| Luční              | 1988     | 1,01       | Tábor: Turovec                                                 | Teich am Oberlauf der Lainsitz, Standort von ca. 400 Pilzarten                                     |         |
| Prameniště Blanice | 2008     | 220,88     | Prachatice: Křišťanov, Volary, Zbytiny                         | Oberlauf der Blanice im Böhmerwald mit Beständen der Flussperlmuschel                              |         |
| Rovná              | 1972     | 2,16       | Strakonice: Rovná                                              | Uferbereich des Teiches Rovenský rybník am Unterlauf der Otava, mit Beständen des Frühlings-Enzian |         |
| Stročov            | 1990     | 1,92       | Tábor: Borotín                                                 | Teich und Feuchtbiotop in der Jistebnická vrchovina mit Beständen der Sumpf-Fetthenne              |         |
| Terčino údolí      | 1949     | 138,29     | České Budějovice: Horní Stropnice, Nové Hrady                  | Landschaftspark an der Strobnitz                                                                   |         |
| U Hajnice          | 1992     | 0,46       | Prachatice: Radhostice                                         | Waldwiese am Rand des Böhmerwaldes, Orchideenstandort                                              |         |
| Vizír              | 1988     | 10,22      | Jindřichův Hradec: Hamr                                        | Waldteich und Torfmoor im Wittingauer Becken mit Populationen fleischfressender Pflanzen           |         |

## Naturdenkmäler
| Name                                    | Gründung | Größe [ha] | Lage                                              | Beschreibung                                                                                                   | Ansicht |
| --------------------------------------- | -------- | ---------- | ------------------------------------------------- | --- | ------- |
| Baba                                    | 1989     | 2,69       | České Budějovice: Hluboká nad Vltavou             | |         |
| Bachmač                                 | 1986     | 2,74       | Písek: Jickovice                                  | |         |
| Bavorovská stráň                        | 1996     | 0,74       | Strakonice: Bavorov                               | |         |
| Besednické Vltavíny I                   | 1996     | 28,00      | Český Krumlov: Besednice                          | |         |
| Borová Lada                             | 1995     | 115,42     | Prachatice: Borová Lada                           | |         |
| Boukal                                  | 1985     | 4,51       | Písek: Milevsko                                   | |         |
| Buková slať                             | 1986     | 15,30      | Prachatice: Borová Lada                           | |         |
| Černická obora                          | 1922     | 6,65       | Tábor: Sudoměřice u Bechyně                       | |         |
| Černýšovické jalovce                    | 1926     | 1,26       | Strakonice: Dřešín                                | |         |
| Chvalšovické pastviny                   | 1990     | 4,54       | Tábor: Černýšovice                                | |         |
| Ďáblík                                  | 1988     | 3,45       | České Budějovice: Slavče                          | |         |
| Dědek u Slavonic                        | 1990     | 2,79       | Jindřichův Hradec: Slavonice                      | |         |
| Dehetník                                | 1995     | 1,20       | Písek: Sepekov                                    | |         |
| Děkanec                                 | 1986     | 1,01       | České Budějovice: Kamenný Újezd                   | |         |
| Doubí u Žíšova                          | 1990     | 1,55       | Tábor: Žíšov                                      | |         |
| Dubná                                   | 1957     | 1,46       | Písek: Vojníkov                                   | |         |
| Dubová stráň                            | 1973     | 12,06      | Jindřichův Hradec: Dačice                         | |         |
| Farářský rybník                         | 2000     | 6,79       | Tábor: Drahov                                     | |         |
| Gebhárecký rybník                       | 1988     | 19,03      | Jindřichův Hradec: Nová Bystřice                  | |         |
| Granátová skála                         | 2002     | 0,14       | Tábor: Tábor                                      | |         |
| Háje                                    | 1940     | 1,66       | Prachatice: Čkyně                                 | |         |
| Házlův kříž                             | 1992     | 51,00      | Český Krumlov: Horní Planá                        | |         |
| Hejdlovský potok                        | 1992     | 6,39       | Český Krumlov: Chvalšiny                          | |         |
| Hliníř                                  | 2003     | 4,60       | České Budějovice: Dynín                           | Kleines Zwischenmoor am Rand des Teiches Hliníř im Wittingauer Becken                                          |         |
| Horní Lesák                             | 1990     | 2,16       | Jindřichův Hradec: Jindřichův Hradec              | |         |
| Horní luka                              | 1996     | 6,41       | Český Krumlov: Holubov                            | |         |
| Hrádeček                                | 1990     | 11,56      | Prachatice: Lhenice                               | |         |
| Hroby                                   | 1990     | 0,14       | Tábor: Radenín                                    | |         |
| Irů dvůr                                | 1992     | 2,70       | Prachatice: Prachatice                            | |         |
| Jalovce u Kunžaku                       | 1988     | 0,33       | Jindřichův Hradec: Kunžak                         | |         |
| Jalovce u Valtínova                     | 1988     | 0,50       | Jindřichův Hradec: Kunžak                         | |         |
| Jasánky                                 | 1992     | 132,00     | Český Krumlov: Přední Výtoň                       | |         |
| Jelení vrch                             | 1985     | 6,88       | Prachatice: Stožec                                | |         |
| Jesení                                  | 1990     | 2,27       | Tábor: Ratibořské Hory                            | |         |
| Jezerní luh                             | 1985     | 30,36      | Prachatice: Nová Pec                              | |         |
| Jezerní slať                            | 1933     | 103,54     | Prachatice: Kvilda                                | |         |
| Jilmová skála                           | 1985     | 8,12       | Prachatice: Horní Vltavice                        | |         |
| Kadovský viklan                         | 1985     | 0,12       | Strakonice: Kadov                                 | |         |
| Kalamandra                              | 1990     | 1,96       | Český Krumlov: Kájov                              | |         |
| Kaliště                                 | 1991     | 2,57       | České Budějovice: České Budějovice                | |         |
| Kněz u Hrazan                           | 1986     | 5,00       | Písek: Hrazany                                    | |         |
| Kopáčovská                              | 1986     | 1,03       | Písek: Čimelice                                   | |         |
| Kopaniny                                | 1986     | 2,87       | Písek: Varvažov                                   | |         |
| Kotlina pod Pláničským rybníkem         | 1992     | 15,00      | Český Krumlov: Černá v Pošumaví, Světlík          | |         |
| Kotlina Valné                           | 1985     | 79,46      | Prachatice: Strážný                               | |         |
| Koubovský rybník                        | 1988     | 3,31       | Prachatice: Lhenice                               | |         |
| Kozí vršek                              | 1924     | 0,38       | Tábor: Vlkov                                      | Kleine Felskuppe aus Gneis nahe der Lainsitz im Wittingauer Becken                                             |         |
| Kozlov                                  | 1990     | 0,59       | Tábor: Želeč                                      | |         |
| Králek                                  | 2000     | 3,80       | Jindřichův Hradec: Pluhův Žďár                    | |         |
| Kutiny                                  | 1996     | 0,80       | Tábor: Hlavatce, Vlastiboř                        | |         |
| Kvilda-Pod políčky                      | 1989     | 32,60      | Prachatice: Kvilda                                | |         |
| Kysibl                                  | 2002     | 11,98      | Jindřichův Hradec: Dešná                          | |         |
| Lhota u Dynína                          | 1991     | 7,25       | České Budějovice: Dynín                           | Feuchtwiesen am Rand des Teiches Bošilecký rybník im Wittingauer Becken                                        |         |
| Libnič                                  | 1989     | 0,08       | České Budějovice: Libníč                          | |         |
| Lipina                                  | 1974     | 0,72       | Jindřichův Hradec: Jarošov nad Nežárkou           | |         |
| Lipka                                   | 1933     | 0,96       | Prachatice: Vimperk                               | |         |
| Luna                                    | 1990     | 1,66       | Tábor: Sezimovo Ústí                              | |         |
| Luží u Lovětína                         | 1998     | 4,83       | Jindřichův Hradec: Jarošov nad Nežárkou           | |         |
| Malá niva                               | 1986     | 147,34     | Prachatice: Volary                                | |         |
| Malý Kosatín                            | 1986     | 0,99       | Písek: Boudy                                      | |         |
| Malý Polec                              | 1992     | 11,20      | Prachatice: Stachy                                | |         |
| Malý Ústavní rybník                     | 1990     | 2,12       | Strakonice: Vodňany                               | |         |
| Mařský vrch                             | 1989     | 0,75       | Prachatice: Bošice, Svatá Maří                    | |         |
| Mastnice                                | 1988     | 0,98       | Prachatice: Hracholusky                           | |         |
| Matenský rybník                         | 1998     | 4,94       | Jindřichův Hradec: Ratiboř                        | |         |
| Meandry Chvalšinského potoka            | 2001     | 5,23       | Český Krumlov: Kájov                              | |         |
| Medvědí hora                            | 1992     | 80,55      | Český Krumlov: Loučovice                          | |         |
| Michovka                                | 1986     | 2,58       | Písek: Drhovle                                    | |         |
| Mokřad u Borského rybníka               | 1999     | 0,95       | Český Krumlov: Křemže                             | |         |
| Muckovské vápencové lomy                | 1990     | 3,38       | Český Krumlov: Černá v Pošumaví                   | |         |
| Multerberské rašeliniště                | 1992     | 8,51       | Český Krumlov: Přední Výtoň                       | |         |
| Myšenecká slunce                        | 1986     | 0,01       | Písek: Protivín                                   | |         |
| Myslivna                                | 1992     | 14,00      | Český Krumlov: Pohorská Ves                       | |         |
| Na opukách                              | 1996     | 35,49      | Strakonice: Nišovice, Volyně                      | |         |
| Na Stráži                               | 1993     | 3,17       | Český Krumlov: Brloh                              | |         |
| Na vysokém                              | 1990     | 0,48       | Strakonice: Čestice                               | |         |
| Nerestský lom                           | 1986     | 5,57       | Písek: Horosedly, Nerestce                        | |         |
| Nový rybník u Lnář                      | 1933     | 34,40      | Strakonice: Lnáře                                 | |         |
| Nový rybník u Soběslavi                 | 1949     | 22,45      | Tábor: Soběslav                                   | |         |
| Obří zámek                              | 1989     | 52,34      | Prachatice: Nicov Klatovy: Kašperské Hory         | |         |
| Ohrazení                                | 1991     | 4,10       | České Budějovice: Ledenice                        | |         |
| Olšina u Volfířova                      | 1988     | 8,23       | Jindřichův Hradec: Volfířov                       | |         |
| Olšina v Novolhotském lese              | 1992     | 55,00      | Český Krumlov: Černá v Pošumaví                   | |         |
| Olšinka                                 | 1992     | 32,27      | Prachatice: Kvilda                                | |         |
| Orty                                    | 1991     | 12,50      | České Budějovice: Borek, Hosín, Hrdějovice        | |         |
| Ostrolovský Újezd                       | 1974     | 2,31       | České Budějovice: Ostrolovský Újezd               | |         |
| Ostrov Markéta                          | 1953     | 5,15       | Tábor: Planá nad Lužnicí                          | |         |
| Pančice-V řekách                        | 1992     | 8,05       | Prachatice: Lhenice, Mičovice                     | |         |
| Pasecká slať                            | 2000     | 89,55      | Prachatice: Borová Lada, Nové Hutě                | |         |
| Pašínovická louka                       | 1990     | 1,00       | České Budějovice: Komařice                        | |         |
| Pastvina u Přešťovic                    | 1985     | 1,34       | Strakonice: Rovná, Slaník                         | |         |
| Pastvina u Zahorčic                     | 1985     | 1,60       | Strakonice: Lnáře                                 | |         |
| Pazourův rybník                         | 2002     | 1,56       | Jindřichův Hradec: Strmilov                       | |         |
| Pestřice                                | 1992     | 112,28     | Český Krumlov: Černá v Pošumaví, Horní Planá      | |         |
| Pískovna na cvičišti                    | 1998     | 2,58       | Jindřichův Hradec: Jindřichův Hradec              | |         |
| Pískovna u Dračice                      | 2001     | 7,50       | Jindřichův Hradec: Rapšach                        | Ehemalige Kiesgrube am Ufer des Reißbach am Rand des Wittingauer Beckens                                       |         |
| Pod Ostrohem                            | 2002     | 12,08      | Prachatice: Horní Vltavice                        | |         |
| Pod Ostrou horou                        | 1992     | 7,95       | Prachatice: Chroboly                              | |         |
| Pod Šindlovem                           | 1985     | 6,50       | Prachatice: Borová Lada                           | |         |
| Pod Sviňovicemi                         | 1992     | 0,90       | Prachatice: Zbytiny                               | |         |
| Pod Vyhlídkou                           | 1977     | 1,29       | Prachatice: Nebahovy                              | |         |
| Pod Vyhlídkou II                        | 1995     | 0,50       | Prachatice: Nebahovy                              | |         |
| Podhájí                                 | 1988     | 1,70       | Prachatice: Vacov                                 | |         |
| Pohořské rašeliniště                    | 1974     | 47,86      | Český Krumlov: Pohorská Ves                       | |         |
| Polední                                 | 1992     | 6,33       | Prachatice: Radhostice                            | |         |
| Polučí                                  | 1989     | 4,33       | Prachatice: Křišťanov                             | |         |
| Poušť                                   | 1992     | 47,16      | Prachatice: Buk                                   | |         |
| Pramen Vltavy                           | 1989     | 7,78       | Prachatice: Kvilda                                | |         |
| Prameniště Hamerského potoka u Zvonkové | 1992     | 47,00      | Český Krumlov: Horní Planá                        | |         |
| Prameniště Pohořského potoka            | 1992     | 72,00      | Český Krumlov: Pohorská Ves                       | |         |
| Přesličkový rybník                      | 1991     | 8,45       | České Budějovice: Nové Hrady                      | Zwei Teiche unmittelbar an der Staatsgrenze zu Österreich mit Beständen des Sumpf-Schachtelhalms               |         |
| Provázková louka                        | 2001     | 2,49       | Český Krumlov: Chvalšiny                          | |         |
| Račínská prameniště                     | 1992     | 117,00     | Český Krumlov: Horní Planá                        | |         |
| Rašeliniště Bobovec                     | 1992     | 48,00      | Český Krumlov: Světlík                            | |         |
| Rašeliniště Klenová                     | 2002     | 4,52       | Jindřichův Hradec: Nová Bystřice                  | |         |
| Rašeliniště Kyselov                     | 2005     | 0,91       | Český Krumlov: Černá v Pošumaví                   | |         |
| Rašeliniště Mosty                       | 2002     | 2,90       | Jindřichův Hradec: Kunžak                         | |         |
| Rašeliniště u Suchdola                  | 1988     | 2,55       | Jindřichův Hradec: Kunžak                         | |         |
| Ražický                                 | 1986     | 29,24      | Písek: Ražice                                     | |         |
| Rukávečská obora                        | 1929     | 3,00       | Písek: Květov                                     | |         |
| Ryšovy                                  | 1990     | 34,99      | Strakonice: Droužetice                            | |         |
| Sedlina                                 | 1985     | 6,96       | Strakonice: Rovná                                 | |         |
| Šimečkova stráň                         | 1993     | 1,75       | Český Krumlov: Brloh                              | |         |
| Skalka                                  | 1992     | 0,57       | Prachatice: Svatá Maří                            | |         |
| Skalský                                 | 1986     | 12,82      | Písek: Skály                                      | |         |
| Slavkovické louky                       | 1992     | 16,00      | Český Krumlov: Černá v Pošumaví                   | |         |
| Slavkovský chlumek                      | 1955     | 1,06       | Český Krumlov: Bohdalovice                        | |         |
| Slepičí vršek                           | 1955     | 1,87       | Jindřichův Hradec: Lužnice                        | Sanddüne nahe der Lainsitz im Wittingauer Becken                                                               |         |
| Smutný                                  | 1986     | 4,35       | Písek: Sepekov                                    | Mäandrierender Flusslauf der Smutná unterhalb des Chrobot                                                      |         |
| Smyslov                                 | 1990     | 6,67       | Strakonice: Kadov                                 | |         |
| Sobědražský prales                      | 1986     | 1,64       | Písek: Milevsko                                   | |         |
| Soví les                                | 1994     | 20,33      | Jindřichův Hradec: Třeboň                         | Nadelwald mit Urwaldcharakter auf Torfmoorboden im Wittingauer Becken, mit hoher Konzentration brütender Vögel |         |
| Spáleniště                              | 2004     | 14,27      | Český Krumlov: Přední Výtoň                       | |         |
| Spálený luh                             | 1985     | 101,16     | Prachatice: Stožec                                | |         |
| Splavské rašeliniště                    | 1985     | 77,69      | Prachatice: Strážný                               | |         |
| Stádla                                  | 1992     | 0,69       | Prachatice: Prachatice                            | |         |
| Štěrbů louka                            | 1992     | 0,89       | Prachatice: Lhenice                               | |         |
| Stodůlecký vrch                         | 1992     | 50,07      | Český Krumlov: Pohorská Ves                       | |         |
| Stožec                                  | 1989     | 52,81      | Prachatice: Stožec                                | |         |
| Stožecká skála                          | 1989     | 13,46      | Prachatice: Stožec                                | |         |
| Strážný-Pod Obecním lesem               | 1989     | 7,78       | Prachatice: Strážný                               | |         |
| Stříbrná Huť                            | 1946     | 0,04       | Tábor: Chýnov                                     | |         |
| Svatý Tomáš                             | 1992     | 60,11      | Český Krumlov: Přední Výtoň                       | |         |
| Tetřevská slať                          | 1989     | 18,94      | Prachatice: Kvilda Klatovy: Horská Kvilda         | |         |
| Tisy u Chrobol                          | 1988     | 2,49       | Prachatice: Chroboly                              | |         |
| Toužínské stráně                        | 1988     | 3,07       | Jindřichův Hradec: Dačice                         | |         |
| Trojmezná hora                          | 1923     | 386,58     | Prachatice: Nová Pec                              | |         |
| Tůně u Hajské                           | 1985     | 6,38       | Strakonice: Strakonice                            | |         |
| Tůně u Špačků                           | 1954     | 5,14       | České Budějovice: Staré Hodějovice                | |         |
| U Narovců                               | 1992     | 2,67       | Prachatice: Čkyně                                 | |         |
| U Piláta                                | 1989     | 8,02       | Prachatice: Vitějovice                            | |         |
| U poustevníka                           | 1992     | 4,45       | Prachatice: Chroboly                              | |         |
| U tří můstků                            | 1990     | 3,78       | Český Krumlov: Pohorská Ves                       | |         |
| Uhlířský vrch                           | 1992     | 15,00      | Český Krumlov: Loučovice                          | |         |
| Ulrichov                                | 1992     | 9,24       | Český Krumlov: Pohorská Ves                       | |         |
| Upolíny                                 | 1989     | 0,42       | Prachatice: Prachatice                            | |         |
| Úval Dolní Přibrání                     | 1992     | 29,00      | Český Krumlov: Dolní Dvořiště, Pohorská Ves       | |         |
| Úval Zvonková                           | 1992     | 51,00      | Český Krumlov: Horní Planá                        | |         |
| V Obouch                                | 1986     | 5,14       | Písek: Ostrovec                                   | |         |
| V polích                                | 1992     | 1,92       | Prachatice: Zábrdí                                | |         |
| Velké bahno                             | 1992     | 87,00      | Český Krumlov: Černá v Pošumaví                   | |         |
| Velký Karasín                           | 1991     | 9,84       | České Budějovice: Sedlec                          | |         |
| Velký Potočný                           | 1986     | 38,87      | Písek: Kestřany                                   | |         |
| Velký Troubný                           | 1995     | 8,16       | Jindřichův Hradec: Slavonice                      | |         |
| Vlásenický potok                        | 1956     | 35,00      | Tábor: Dražice u Tábora                           | |         |
| Vltavské stráně                         | 1992     | 8,16       | Prachatice: Kvilda                                | |         |
| Vltavský luh                            | 1989     | 1714,34    | Prachatice: Nová Pec, Stožec, Volary, Želnava     | |         |
| Vraniště                                | 2002     | 55,68      | Prachatice: Volary                                | |         |
| Vrbenská tůň                            | 1974     | 0,96       | České Budějovice: České Budějovice                | |         |
| Vyšný - Křišťanov                       | 1989     | 4,41       | Prachatice: Křišťanov                             | |         |
| Vystrkov                                | 1986     | 3,07       | Písek: Smetanova Lhota                            | |         |
| Zábrdská skála                          | 1992     | 2,98       | Prachatice: Zábrdí                                | |         |
| Zámek                                   | 1991     | 5,76       | České Budějovice: Trhové Sviny                    | |         |
| Žďárecká slať                           | 1985     | 34,64      | Prachatice: Strážný                               | |         |
| Zelendárky                              | 1986     | 30,57      | Písek: Protivín, Žďár                             | |         |
| Zeman                                   | 1993     | 0,74       | Tábor: Nadějkov                                   | |         |
| Žemlička                                | 1991     | 2,47       | České Budějovice: Borovany                        | |         |
| Žestov                                  | 1990     | 3,49       | Český Krumlov: Bohdalovice, Hořice na Šumavě      | |         |
| Židova strouha                          | 1988     | 42,20      | České Budějovice: Týn nad Vltavou Tábor: Hodonice | |         |
| Žižkova skalka                          | 1989     | 0,30       | Prachatice: Prachatice                            | |         |